# Серпуховская Застава
Пло́щадь Серпуховска́я Заста́ва (ранее также пло́щадь Серпуховско́й Заста́вы) — площадь, расположенная в Южном административном округе города Москвы на территории Даниловского района.

## История
Площадь, возникшая в первой половине XIX века, получила своё название по существовавшей тогда заставе у ворот Камер-Коллежского вала на его пересечении с Серпуховской дорогой (современные улицы Большая Полянка, Большая Серпуховская и Большая Тульская и Варшавское шоссе). Ранее также называлась пло́щадь Серпуховско́й Заста́вы.

## Расположение
К площади Серпуховская Застава примыкают с севера Мытная и Люсиновская улицы и Подольское шоссе, с востока — улица Даниловский Вал, с юга — Большая и Малая Тульские улицы, с запада — улица Серпуховский Вал.

## Примечательные здания и сооружения
- Памятник князю Даниилу Московскому — в сквере с северной стороны площади

## Транспорт

### Автобус
По площади проходят автобусы м9, м86, м90, м95, е85, 121, c799, с910, с932, 965, н8, н16.

### Трамвай
По площади проходят трамваи 3, 38, 39, 47.

### Метро
- Станция метро «Тульская» Серпуховско-Тимирязевской линии — южнее площади, Большой Тульской улицей и Большим Староданиловским, Холодильным и 1-м Тульским переулками